# 維爾德格洛斯峰

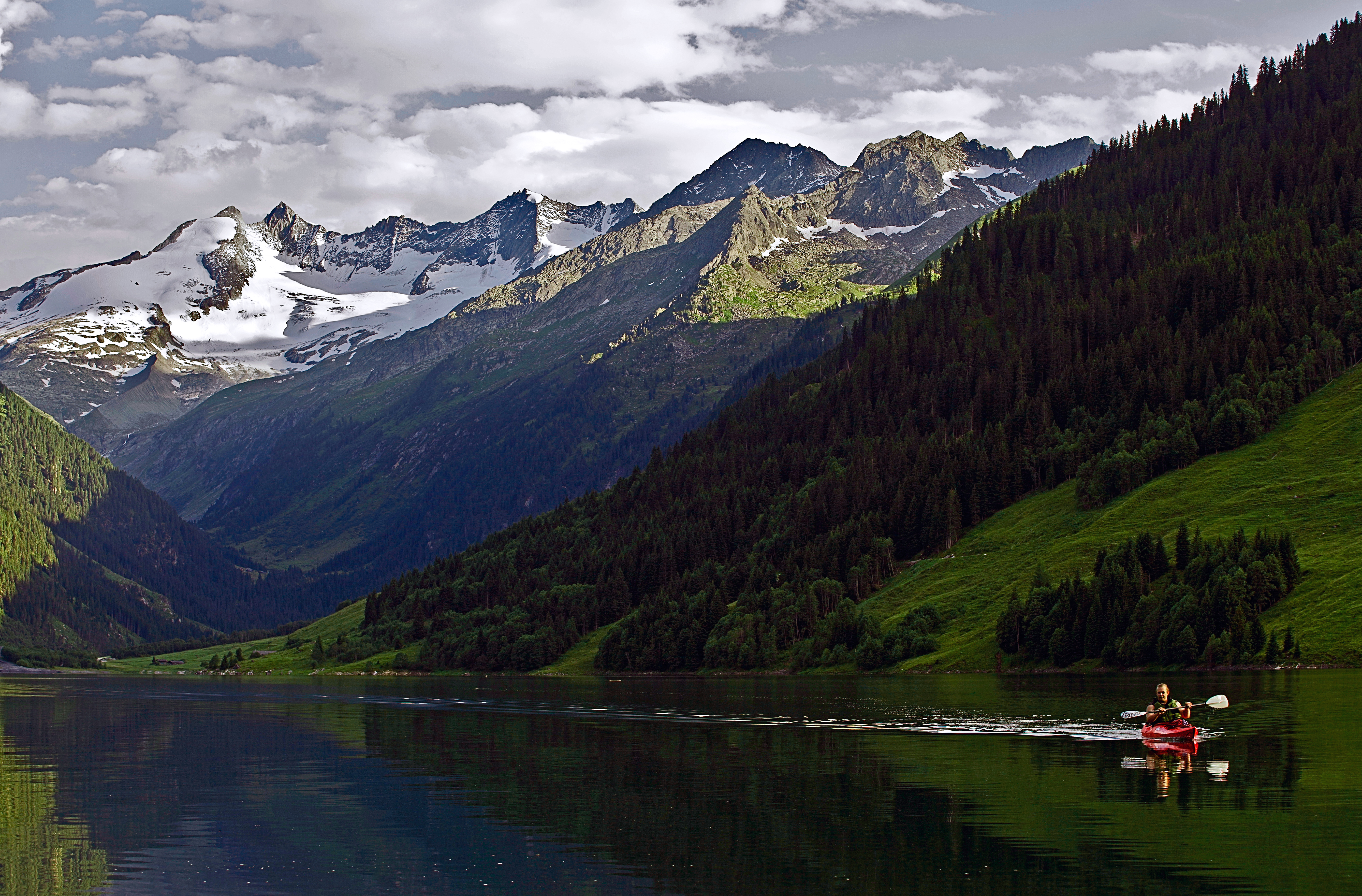

47°8′39″N 12°5′52″E / 47.14417°N 12.09778°E
維爾德格洛斯峰（德語：Wildgerlosspitze），是奧地利的山峰，位於該國西部，處於蒂羅爾州和薩爾茨堡州接壤的邊界，屬於齊勒塔爾阿爾卑斯山脈的一部分，海拔高度3,280米，每年平均降雨量1,971毫米。